# Albéric Coppieters
Albéric Coppieters (Ieper, 4 januari 1878 – Parijs, 25 juni 1902) was een Belgisch kunstschilder en graficus.

## Biografie
Albéric Coppieters werd geboren als zoon van de kunstschilder Gustave Coppieters (1840-1885) en Aline De Nayere. Zijn moeder hertrouwde na de dood van Gustave met beeldhouwer Paul de Vigne. Coppieters was vanaf jonge leeftijd in de schilderkunst geïnteresseerd. Tussen 1895 en 1898 volgde hij lessen aan de Academie in Brussel. Hij behaalde er in 1897 de eerste prijs in de klas “Figure antique”.
Albéric Coppieters was lid van "Labeur" en nam deel aan de vijfde tentoonstelling van 1902. Hij schilderde voornamelijk op realistische wijze landschappen en intieme stillevens. Hij verhuisde naar Parijs waar een onverwacht overlijden een einde maakte aan zijn nog prille carrière.

## Tentoonstellingen
- 1902 : 5de Salon van "Labeur", Brussel
- 1902, Paris, Salon des Indépendants : «La cheminée», «Etude», «Midi sur les toits», «Nature morte», «Féminité», «Projet d’affiche» (aquarel), «L’Hôtel ensoleillé» en verder nog 11 etsen.

## Musea
- Antwerpen, Kon. Museum voor Schone Kunsten : “Bloemen en citroenen” (1900)
- Brussel, Kon. Musea voor Schone Kunsten van België : “De Chinese vaas”
- Brussel, Prentenkabinet
- Ieper, Stedelijk Museum : “ Stilleven in wit” (stilleven met allemaal witte accessoires : borden, verlakte pot, opaline lampekap, servetten, manchetten, tafellaken, handdoeken; aangevuld met kleurloze glazen accessoires (schaaltjes) die het wit reflecteren en refracteren)

Er werden retrospectieve tentoonstellingen van zijn werken gehouden in Sint-Joost-ten-Node (1968) en in Ieper (1968).